# 罗桥镇 (阜宁县)
罗桥镇，是中华人民共和国江苏省盐城市阜宁县下辖的一个乡镇级行政单位。

## 行政区划
罗桥镇下辖以下地区：
东凤社区、沿荡村、林舍村、青杨村、青沟村、射滨村、沈顾村、沿路村、双联村、沿边村、安兴村、沿街村、洪桥村、金韩村、凤谷村、许何村、张赵村、新联村、邵刘村和龙窝村。

## 交通
- 新长铁路：凤谷站